# 4561 Лемешев
4561 Лемешев (4561 Lemeshev) — астероїд головного поясу, відкритий 13 вересня 1978 року.
Тіссеранів параметр щодо Юпітера — 3,391.